# Robb Flynn
Robert Conrad „Robb” Flynn (ur. 19 lipca 1967 w Oakland jako Lawrence Matthew Cardine) – amerykański gitarzysta, wokalista i autor tekstów w thrashmetalowym zespole Machine Head. Wcześniej występował w takich zespołach jak Inquisitor, Vio-Lence oraz Forbidden Evil.
Od 2000 roku żonaty (Genevra), ma dwóch synów: Zander (ur. 2005) i Wyatt Lee (ur. 2007).

## Dyskografia
Vio-lence
- Eternal Nightmare (1988)
- Oppressing the Masses (1990)
- Torture Tactics (1991, EP)
- Nothing to Gain (1993)

Roadrunner United
- The All-Star Sessions (2005)

## Instrumentarium
| Gitary - ESP SP120 V-Shaped Baritone - ESP LTD F-Series - Red BC Rich Acrylic Warlock - Gibson Flying V (EMG 81) - Washburn 333 Dimebolt - Epiphone Robb Flynn Love Death Baritone - Eric Clapton Yamaha Acoustic Wzmacniacze i kolumny głośnikowe - Peavey 6505 - Peavey 5150 - Marshall Cabinets 1960BV | Efekty gitarowe - Bob Bradshaw custom unit - MXR Phase 90 - Electro-Harmonix Electric Mistress - Jimi Hendrix Fuzz - Boss pedals - Line 6 DL4 delay pedal - Line 6 MM4 Modulation pedal Kostki gitarowe - Dunlop Tortex 1.0 |

## Nagrody i wyróżnienia
| Rok  | Kategoria            | Tytułem      | Nagroda                         | Nota      | Źródło |
| ---- | -------------------- | ------------ | ------------------------------- | --------- | ------ |
| 2007 | Riff Lord            | Robert Flynn | Metal Hammer Golden Gods Awards | Nominacja | [ 5 ]  |
| 2007 | Golden God           | Robert Flynn | Metal Hammer Golden Gods Awards | Laur      | [ 6 ]  |
| 2014 | King Of The Internet | Robert Flynn | Metal Hammer Golden Gods Awards | Nominacja | [ 7 ]  |